# Свертушка маранонська
Све́ртушка маранонська (Microspingus alticola) — вид горобцеподібних птахів родини саякових (Thraupidae). Ендемік Перу.

## Опис
Довжина птаха становить 15,5 см. Голова темно-сіра, над очима довгі білі «брови». під дзьобом білі «вуса». Горло і нижня частина тіла білі, груди з боків рудуваті, живіт з боків коричневий. Верхня частина тіла сірувато-коричнева. Крила і хвіст темно-коричневі. Покривні і махові пера крил мають світлі краї. У молодих птахів верхня частина тіла, горло і груди темні, нижня частина тіла менш руда.

## Поширення і екологія
Маранонські свертушки мешкають в Андах на заході Перу, від Кахамарки до Ла-Лібертаду та до східного Анкашу, зокрема в долині річки Мараньйон. Більша частина популяції мешкає в горах Кордильєра-Бланка в регіоні Анкаш. Маранонські свертушки живуть у високогірних чагарникових заростях та у вологих гірських лісах, де переважають Polylepis і Gynoxys. Зустрічаються на висоті від 3500 до 4300 м над рівнем моря.

## Збереження
МСОП класифікує цей вид як такий, що перебуває під загрозою зникнення. За оцінками дослідників, популяція маранонських свертушек становить від 600 до 1700 птахів. Їм загрожує знищення природного середовища.